# Cratere Skyresh
Skyresh è un cratere sulla superficie di Fobos.